# Archer (serie de televisión)
Archer es una serie de televisión animada estadounidense para adultos creada por Adam Reed para la red básica de cable FX. Sigue las hazañas del personaje principal (con la voz de H. Jon Benjamin), un agente secreto irreverente y disfuncional y siete de sus colegas: la jefa dominante/madre Malory Archer (Jessica Walter), la profesional Lana Kane (Aisha Tyler), el pánfilo Cyril Figgis (Chris Parnell), la delirante y psicótica Cheryl Tunt (Judy Greer), la chismosa Pam Poovey (Amber Nash), el abiertamente gay Ray Gillette (Adam Reed) y el extraño y misterioso Dr. Algernop Krieger (Lucky Yates). La premisa de Archer evoluciona en temporadas posteriores a medida que el programa experimenta con la configuración estándar de una antología, cada una con arcos autónomos, nuevas configuraciones, un conjunto diferente de personajes para cada personaje, incluso un humor distinto. A partir de la octava temporada en 2017, la serie se mudó a la red FXX.
Archer fue concebido por Reed poco después de la cancelación de su comedia de Adult Swim, Frisky Dingo. Se inspira en una variedad de fuentes, incluida la franquicia de James Bond. Las características distintivas del programa incluyen humor de referencia, diálogo rápido y metacomedia. Archer se produce usando animación limitada y toma su estilo visual del arte cómico de mediados de siglo. Los miembros del reparto graban sus líneas individualmente, y el programa emplea regularmente a actores y actrices invitados para personajes secundarios. Se han emitido 110 episodios en la historia del programa.
Archer recibió críticas positivas de los críticos y ganó premios, incluidos los tres premios Emmy y cuatro premios Critics Choice. La serie también recibió 15 nominaciones a los Premios Annie, entre otras, por logros sobresalientes en animación, escritura, dirección y actuación de voz. La décima temporada, Archer: 1999, se estrenó el 29 de mayo de 2019. El 19 de julio de 2019, se anunció que la serie se había renovado por undécima temporada con Archer regresando a la línea de tiempo original del programa. Reed todavía está involucrado pero tiene un papel reducido en la producción del programa.
La decimocuarta y última temporada se estrenó el 30 de agosto de 2023. La serie finalizó el 17 de diciembre de 2023.

## Premisa

### Archer
Ambientada en la agencia de espionaje ISIS (Servicio Secreto de Inteligencia Internacional) en Nueva York, el carismático y profundamente egocéntrico Sterling Archer se dedica al espionaje internacional. En la agencia también trabajan su dominante y emocionalmente distante madre y jefa, Malory Archer; su exnovia y agente de campo, Lana Kane; y otros trabajadores de ISIS entre los que se hallan el agente Ray Gillette, el contable Cyril Figgis, la Directora de Recursos Humanos Pam Poovey, la secretaria inestable Cheryl Tunt y el Doctor de Investigación Aplicada Krieger.

### Archer Vice
Cuando el gobierno de Estados Unidos disuelve el ISIS sus exempleados tratan de traficar con un alijo de cocaína que la agencia había acumulado durante anteriores operaciones. Establecen una nueva base en la mansión de Cheryl (que resulta ser asquerosamente rica por herencia) donde forman un cartel de droga y viajan al sur con la intención de vender la cocaína y financiar su vida como agentes retirados. Mientras tanto Cheryl comienza una carrera como cantante de country. A lo largo de la historia el grupo atrae la atención de bandas rivales y afronta problemas creados por los mismos personajes adaptándose a sus nuevos roles.

### Archer Dreamland
Después de los eventos con que termina la séptima temporada, Archer se encuentra hospitalizado y en coma. En medio de su estado, sueña con los eventos que constituyen la octava temporada y de ahí el nombre de ésta (aunque Dreamland es también el nombre de un lugar emblemático en tales sueños).  Es 1947 y Archer,  excombatiente en la Segunda Guerra Mundial, es ahora un detective privado que busca venganza por la muerte de su socio y compañero Woodhouse. No obstante en medio de ello, termina involucrado con mafiosos, policías corruptos, cyborgs asesinos y una esquizofrénica y multimillonaria heredera que dificultarán enormemente su labor.

### Archer: Danger Island
Esta temporada ocurre igualmente como un sueño durante el coma en el que se encuentra Archer, por lo que existirán los mismos personajes principales pero ocuparán roles diferentes en la trama. Tras luchar en la guerra civil española pilotando cazas soviéticos contra los nazis, Archer se instala en 1938 con su madre, Pam -su copiloto- y un loro parlante, en una isla del Pacífico llamada Mitimotu, donde lleva una especie de aerolínea mediante un destartalado hidroavión; mientras, Malory regenta una taberna. Pronto se enterarán de que llegan nazis a la isla con el objetivo de encontrar un ídolo que, suponen, debe valer un millón de dólares. Esta temporada comparte una premisa muy similar con la serie de los 80 Tales of the Gold Monkey, de hecho cuando divagan sobre cómo será el ídolo, Pam menciona la posibilidad de que sea un mono de oro.

### Archer: 1999
Nuevamente esta temporada ocurrirá en la imaginación de Archer, quien sigue en coma, y volverán todos los demás personajes principales, otra vez con distintos papeles. Esta vez la trama se desarrolla en el espacio, tal y como se representaba el futuro en los años 70. Archer y Lana son co-capitanes de la nave Seamus, con la que viajarán por el hiperespacio atendiendo a peticiones de auxilio y enfrentándose a piratas espaciales.
Esta temporada termina poniendo fin al coma de Archer, quien vuelve en sí tras 3 años hospitalizado.

### Período temporal
El período temporal en que se ambienta la serie es anacronístico con fines cómicos y mezcla de forma deliberada tecnología, formas de vestir y trasfondos históricos de diferentes décadas. Los personajes llevan vestimentas y peinados de los años sesenta y múltiples episodios contienen referencias a la Unión Soviética como nación todavía existente, mientras que se menciona Turkmenistán como una nación independiente y no como parte de la república soviética. También hay referencias a Fidel Castro como el presidente actual de Cuba. La serie utiliza numerosas referencias a la cultura popular del siglo XXI, sin embargo, el pasado de muchos personajes los sitúa en épocas mucho más antiguas, como el servicio de Woodhouse en la I guerra Mundial o la participación de Malory en eventos de espionaje de la Guerra Fría, lo que supondría que tuvieran mucha más edad de la que aparentan si la serie estuviera situada en el siglo XXI.
La capacidad tecnológica también varía entre episodios, con la presencia de tecnología anticuada como máquinas de escribir y casetes, y también de tecnología moderna, como teléfonos móviles, GPS, miras láser, criptomonedas y memorias USB. Esta ambigüedad temporal es referida en dos episodios de la misma serie, en los que distintos personajes no saben que responder cuando les preguntan que año es.

## Personajes

### Principales
- Sterling Archer (H. Jon Benjamin) es el personaje principal, es considerado el mejor espía del mundo, comparable a James Bond. Es agente de campo en el ISIS, también es extremadamente ególatra y narcisista. Aunque se le muestra como un agente apto y domina múltiples habilidades (como armas, conducción y artes marciales) su único verdadero interés en su trabajo es llevar un estilo de vida lleno de lujos, sexo, alcohol, coches de competición, lacrosse y jerséis de cuello alto.

- Lana Kane (Aisha Tyler) es la principal agente femenina en el ISIS y la exnovia de Archer. Una hermosa mujer negra, es una agente competente y mortífera, pero se siente continuamente infravalorada por debajo de Archer, ya que su madre dirige la agencia. El hecho de que mide seis pies (1,83 m) y sus manos anormalmente grandes son motivo de bromas entre sus compañeros del ISIS.

- Malory Archer (Jessica Walter) madre de Sterling Archer y jefa del ISIS. Es una alcohólica egocéntrica que suele utilizar a sus agentes en operaciones poco preparadas o mal concebidas con el fin de usar los medios del ISIS en su propio beneficio. Ha planeado falsos de asesinato para asegurar un lucrativo contrato con el gobierno, informado de falsas amenazas a un restaurante y un dirigible para conseguir reservas de mesa y cabinas, asesinado al primer ministro de Italia justo antes de mantener relaciones sexuales sadomasoquistas con él y engañado a sus agentes para que se deshicieran del cuerpo, etc.

- Cyril Figgis (Chris Parnell) es el contable del ISIS. A pesar de parecer competente en su empleo, tiene una serie de problemas personales. Mantuvo una relación amorosa con Lana durante la primera temporada, pero debido a sus celos y numerosas infidelidades, Lana se negó a seguir con la relación, a pesar de estar embarazada de él. En posteriores temporadas se le ve lidiando con adicción al sexo y convirtiéndose en agente de campo del ISIS.

- Pam Poovey (Amber Nash) es la directora de Recursos Humanos del ISIS. Cotilla, adicta a la cocaína y fumadora de marihuana, es el centro de muchas bromas debido a su peso. Aunque inicialmente era mostrada como socialmente inepta y con pocas habilidades, a lo largo de la serie se revela que es una conductora profesional y luchadora callejera. Después de varios intentos, consiguió convencer a Malory de que la nombrara agente de campo.

- Cheryl Tunt (Judy Greer) también conocida como Carol, es la secretaria de Malory. Tiene tendencias pirómanas y sadomasoquistas, y suele vérsele esnifando pegamento. Es parte de una poderosa familia, siendo heredera de 500 millones de dólares.

- Ray Gillete (Adam Reed) es un agente de inteligencia abiertamente gay y uno de los pocos miembros competentes del ISIS, por no decir el único. Igual que Lana, suele servir como la voz de la razón. Tras perder la movilidad en la parte inferior de su cuerpo, le sustituyen las piernas por piernas biónicas. Suele ser objetivo de burla por sus nuevas piernas biónicas y por el hecho de ser homosexual.

- Doctor Krieger (Lucky Yates) es el jefe de investigación y desarrollo del ISIS. Pasa la mayor parte de su tiempo trabajando en proyectos para satisfacer sus excéntricas fantasías sexuales. Ha desarrollado tecnología para transformar a humanos en cyborgs y una novia con apariencia de personaje femenino de anime. En la cuarta temporada se descubre que puede ser un clon de Hitler.

## Reparto
| Personaje                   | Actor original Estados Unidos | Actor de Doblaje España   |
| --------------------------- | ----------------------------- | ------------------------- |
| Sterling Archer             | H. Jon Benjamin               | Juan Amador Pulido        |
| Cyril Figgis                | Chris Parnell                 | Rafael Alonso Naranjo Jr. |
| Malory Archer               | Jessica Walter                | Luisa Ezquerra            |
| Lana Kane                   | Aisha Tyler                   | Ana Isabel Hernando       |
| Pam                         | Amber Nash                    | Milagros Fernández        |
| Cheryl/Carol/Carina/Cristal | Judy Greer                    | Carmen Podio              |
| Ray Gillette                | Adam Reed                     | Artur Palomo              |
| Doctor Krieger              | Lucky Yates                   | Javier Moreno             |
| Woodhouse                   | George Coe                    | Rafael Alonso Naranjo Jr. |

## Episodios
| Temporada | Temporada | Episodios | Episodios               | Emisión original         | Emisión original      | Emisión original |
| Temporada | Temporada | Episodios | Episodios               | Primera emisión          | Última emisión        | Cadena           |
| --------- | --------- | --------- | ----------------------- | ------------------------ | --------------------- | ---------------- |
|           | 1         | 10        | 10                      | 17 de septiembre de 2009 | 18 de marzo de 2010   | FX               |
|           | 2         | 13        | 13                      | 27 de enero de 2011      | 21 de abril de 2011   | FX               |
|           | 3         | 13        | 13                      | 15 de septiembre de 2011 | 22 de marzo de 2012   | FX               |
|           | 4         | 13        | 13                      | 17 de enero de 2013      | 11 de abril de 2013   | FX               |
|           | 5         | 13        | 13                      | 13 de enero de 2014      | 21 de abril de 2014   | FX               |
|           | 6         | 13        | 13                      | 8 de enero de 2015       | 2 de abril del 201    | FX               |
|           | 7         | 10        | 10                      | 31 de marzo de 2016      | 2 de junio de 2016    | FX               |
|           | 8         | 8         | 8                       | 5 de abril de 2017       | 24 de mayo de 2017    | FXX              |
|           | 9         | 8         | 8                       | 25 de abril de 2018      | 13 de junio de 2018   | FXX              |
|           | 10        | 9         | 9                       | 29 de mayo de 2019       | 31 de julio de 2019   | FXX              |
|           | 11        | 8         | 8                       | 16 de septiembre de 2020 | 28 de octubre de 2020 | FXX              |
|           | 12        | 8         | 8                       | 25 de agosto de 2021     | 6 de octubre de 2021  | FXX              |
|           | 13        | 8         | 8                       | 24 de agosto de 2022     | 12 de octubre de 2022 | FXX              |
|           | 14        | 11        | 8                       | 30 de agosto de 2023     | 11 de octubre de 2023 | FXX              |
| 3         | 14        | 11        | 17 de diciembre de 2023 | 17 de diciembre de 2023  |                       | FXX              |

## Producción
Cada episodio de Archer es producido en dos meses tras la finalización del guion. La animación es realizada principalmente por Floyd County Productions, en Georgia, mientras que los fondos en 3D son realizados por Trinity Animation en Kansas City, Misuri. El estilo artístico de la serie fue diseñado para parecer lo más realista posible. Los diseños de los personajes están basados en modelos de Atlanta. Chad Hurd, diseñador jefe de los personajes dijo que el resultado final parecía "un cómic de los años sesenta que ha cobrado vida". Algunos críticos de televisión han comparado el estilo visual al de la serie dramática Mad Men, señalando también que el personaje principal Sterling Archer, en particular, tiene un gran parecido al protagonista de Mad Men, Don Draper. El estilo artístico también es similar al de la serie de animación Jonny Quest, creada por Doug Wiley en 1964.
Estilísticamente, la serie es una mezcla de distintos períodos temporales; el creador de la serie, Adam Reed, la describe como intencionalmente mal definida, tomando elementos de múltiples décadas. El argumento de muchos episodios deriva de la cultura contemporánea, como la acción afirmativa o denuncias por acoso sexual. Archer está influenciada por las primeras películas de James Bond, OSS 117, El agente de CIPOL y La Pantera rosa, y puede compararse a otras series que Adam Reed realizó para Adult Swim, como Frisy Dingo y Laboratorio Submarino 2021.

## Crítica
La serie ha recibido críticas positivas, con una nota de 78/100 para la primera temporada en Metacritic, 88/100 para la segunda temporada, 75/100 para la tercera y 80/100 para la cuarta. en 2010, Benjamin fue nominado al premio Emmy a la mejor actuación de voz. en 2014, la serie fue nominada al premio  Emmy al mejor programa animado

## Premios y nominaciones

### Premios Primetime Emmy de 2010
| Categoría              | Nominados                                    | Resultado |
| ---------------------- | -------------------------------------------- | --------- |
| Mejor actuación de voz | H. Jon Benjamin de la voz de Sterling Archer | Nominado  |

### NewNowNext Awards 2010
| Categoría                     | Nominados | Resultado |
| ----------------------------- | --------- | --------- |
| Best Show You're Not Watching | Archer    | Ganador   |

### Premios de la Crítica Televisiva de 2011
| Categoría              | Nominados | Resultado |
| ---------------------- | --------- | --------- |
| Mejor serie de comedia | Archer    | Nominado  |